# یواس‌اس دوروتی (اس‌پی-۱۲۸۹)
یواس‌اس دوروتی (اس‌پی-۱۲۸۹) (به انگلیسی: USS Dorothy (SP-1289)) یک کشتی بود که طول آن ۴۱ فوت (۱۲ متر) بود. این کشتی در سال ۱۹۱۱ ساخته شد.